# Margit Andelius
Ellen Margit Teresia Ringenson, känd under flicknamnet Margit Andelius, född 31 juli 1897 i Göteborg, död 8 augusti 1986 i Stockholm, var en svensk skådespelare.

## Biografi
Andelius började sin bana på Lorensbergsteatern 1916.[källa behövs] Hon filmdebuterade 1934 i filmen Uppsagd och kom att medverka i ett stort antal filmer.
Margit Andelius var dotter till köpmannen Carl Oscar Andersohn och Ellen Elisabet Lindblad samt gift från 1924 med banktjänstemannen Gustaf Magnus Ringenson (1897–1988).Makarna Ringenson är begravda på Råcksta begravningsplats i Stockholm.

## Filmografi
- 1934 – Uppsagd
- 1935 – Kanske en gentleman
- 1936 – Familjen som var en karusell
- 1936 – Raggen - det är jag det
- 1936 – Söder om landsvägen
- 1936 – Ä' vi gifta?
- 1937 – En sjöman går iland
- 1937 – Odygdens belöning
- 1937 – Än leva de gamla gudar
- 1938 – Pengar från skyn
- 1939 – Efterlyst
- 1939 – Rosor varje kväll
- 1940 – En, men ett lejon!
- 1940 – Kyss henne!
- 1941 – I natt - eller aldrig
- 1941 – Livet går vidare
- 1941 – Magistrarna på sommarlov
- 1941 – Striden går vidare
- 1942 – En trallande jänta
- 1942 – Jacobs stege
- 1942 – Rid i natt!
- 1942 – Sexlingar
- 1942 – Vi hemslavinnor
- 1943 – En flicka för mej
- 1943 – I mörkaste Småland
- 1943 – Lille Napoleon
- 1943 – Katrina
- 1943 – Kungsgatan
- 1943 – Professor Poppes prilliga prillerier
- 1943 – Örlogsmän
- 1944 – Vändkorset
- 1945 – Fram för lilla Märta
- 1945 – 13 stolar
- 1945 – Blåjackor
- 1945 – Hans Majestät får vänta
- 1946 – Kris
- 1946 – Kristin kommenderar
- 1946 – När ängarna blommar
- 1946 – Saltstänk och krutgubbar
- 1946 – Det är min modell
- 1947 – Bruden kom genom taket
- 1947 – En fluga gör ingen sommar
- 1947 – Konsten att älska
- 1947 – Pappa sökes
- 1947 – Tappa inte sugen
- 1948 – Lilla Märta kommer tillbaka
- 1948 – Solkatten
- 1948 – Var sin väg
- 1948 – Robinson i Roslagen
- 1949 – Boman får snurren
- 1949 – Kronblom kommer till stan
- 1949 – Pappa Bom
- 1949 – Lång-Lasse i Delsbo
- 1949 – Pippi Långstrump
- 1949 – Sven Tusan
- 1950 – Den vita katten
- 1950 – Flicka och hyacinter
- 1950 – Hjärter Knekt
- 1950 – Kvartetten som sprängdes
- 1951 – Dårskapens hus
- 1951 – Spöke på semester
- 1951 – Tull-Bom
- 1952 – Flyg-Bom
- 1952 – När syrenerna blomma
- 1952 – Snurren direkt
- 1953 – Flickan från Backafall
- 1953 – Kungen av Dalarna
- 1954 – Flicka med melodi
- 1954 – Gud Fader och tattaren
- 1954 – I rök och dans
- 1954 – Simon Syndaren
- 1955 – Hoppsan!
- 1956 – Främlingen från skyn
- 1956 – Lille Fridolf och jag
- 1956 – Rasmus, Pontus och Toker
- 1956 – Sceningång
- 1956 – Sjunde himlen
- 1956 – Swing it, fröken
- 1956 – Nattbarn
- 1956 – 7 vackra flickor
- 1958 – Den store amatören
- 1959 – Det svänger på slottet
- 1961 – Stöten
- 1963 – Petter kommer igen (TV-serie)
- 1966 – Trettio pinnar muck
- 1968 – Åsa-Nisse och den stora kalabaliken
- 1972 – Spöksonaten (TV)
- 1981 – Babels hus (TV-serie)

## Teater

### Roller (ej komplett)
| År   | Roll          | Produktion                                                                                 | Regi               | Teater            |
| ---- | ------------- | ------------------------------------------------------------------------------------------ | ------------------ | ----------------- |
| 1935 | Freda Caplan  | Tala är silver... (Dangerous Corner) J.B. Priestley                                        |                    | Lilla Teatern     |
| 1938 | Margot Butler | Vi gentlemän (This Was a Man) Noël Coward                                                  | Sandro Malmquist   | Nya Teatern       |
| 1938 | Fru Mac Fie   | Blåsten och regnet (The Wind and the Rain) Merton Hodge                                    | Otto Salomon       | Nya Teatern       |
| 1938 | Fru Hollunder | Liliom Ferenc Molnár                                                                       | Sandro Malmquist   | Nya Teatern       |
| 1938 | Fru Thrane    | Han sitter vid smältdegeln Kaj Munk                                                        | Olof Molander      | Vasateatern       |
| 1938 | Hurlepuck     | Lille Purtzels flygfärd Edit Heinrich                                                      | Martha Lundholm    | Vasateatern       |
| 1944 | Tant Bina     | Herr Sleeman kommer Hjalmar Bergman                                                        | Ingmar Bergman     | Dramatikerstudion |
| 1945 | Farmor Lester | Tobaksvägen (Tobacco Road) Jack Kirkland                                                   | Per-Axel Branner   | Nya Teatern       |
| 1945 | Miss Prism    | Bunbury (The Importance of Being Earnest, A Trivial Comedy for Serious People) Oscar Wilde | Harry Roeck-Hansen | Blancheteatern    |
| 1946 | Hilda         | Pat regerar (Junior Miss) Jerome Chodorov och Joseph Fields                                | Håkan Westergren   | Blancheteatern    |
| 1946 | Jeanne        | Vår i september (Les printemps des autres) Jean Jacques Bernard                            | Gunnar Olsson      | Blancheteatern    |
| 1948 | Syster Claire | Fettpärlan Gösta Sjöberg                                                                   | Harry Roeck-Hansen | Blancheteatern    |
| 1951 | Miss Clay     | Blåjackor (Boys in Blue) Lajos Lajtai och Lauri Wylie                                      | Sven Aage Larsen   | Oscarsteatern     |
| 1953 | Miss Bromton  | Dårskapens timme (Lʼora della fantasia) Anna Bonacci                                       | Per Gerhard        | Vasateatern       |
| 1954 | Grevinnan     | Prins på vift (The Sleeping Prince) Terence Rattigan                                       | Per Gerhard        | Vasateatern       |

## Radioteater
| År   | Roll                     | Produktion                  | Regi          |
| ---- | ------------------------ | --------------------------- | ------------- |
| 1948 | Mademoiselle de Lusignan | Vi skiljas Victorien Sardou | Rune Carlsten |

### Fotnoter
1. 1 2  Sveriges Dödbok 1901–2009, DVD-ROM, Version 5.00, Sveriges Släktforskarförbund (2010).
2. 1 2  ”Margit Andelius”. Svensk Filmdatabas. http://sfi.se/sv/svensk-filmdatabas/Item/?type=PERSON&itemid=59947&ref=%2ftemplates%2fSwedishFilmSearchResult.aspx%3fid%3d1225%26epslanguage%3dsv%26searchword%3dMargit+Andelius%26type%3dPerson%26match%3dBegin%26page%3d1%26prom%3dFalse. Läst 15 augusti 2012.
3. ↑  Sveriges befolkning 1900, CD-ROM, Version 1.02, Sveriges Släktforskarförbund/SVAR (2006).
4. ↑  Rotemannen, CD-ROM, Sveriges Släktforskarförbund/Stockholms Stadsarkiv (2012).
5. ↑  ”Tala är silver...”. Musik- och Teaterverket. https://calmview.musikverk.se/CalmView/Record.aspx?src=CalmView.Performance&id=PERF14508&pos=26. Läst 25 juli 2025.
6. ↑  Åb. (19 februari 1935). ”Sju teaterungdomar”. Dagens Nyheter:  s. 8. https://arkivet.dn.se/tidning/1935-02-19/49/8. Läst 1 augusti 2025.
7. ↑  ”Vi gentlemän”. Musik- och Teaterbiblioteket. https://calmview.musikverk.se/CalmView/Record.aspx?src=CalmView.Performance&id=PERF13853&pos=759. Läst 3 mars 2025.
8. ↑  ”Blåsten och regnet”. Musik- och Teaterbiblioteket. https://calmview.musikverk.se/CalmView/Record.aspx?src=CalmView.Performance&id=PERF13857&pos=761. Läst 3 mars 2025.
9. ↑  ”Liliom”. Musik- och Teaterbiblioteket. https://calmview.musikverk.se/CalmView/Record.aspx?src=CalmView.Performance&id=PERF13858&pos=762. Läst 3 mars 2025.
10. ↑  ”Han sitter vid smältdegeln”. Musikverket. http://calmview.musikverk.se/CalmView/Record.aspx?src=CalmView.Performance&id=PERF14235&pos=406. Läst 1 maj 2016.
11. ↑  Pia (19 december 1938). ”'Lille Purzels flygfärd' på Vasan”. Dagens Nyheter:  s. 16. http://arkivet.dn.se/arkivet/tidning/1938-12-19/345/16. Läst 27 augusti 2015.
12. ↑  ”Spelhuset/Herr Sleeman kommer”. Stiftelsen Ingmar Bergman. http://ingmarbergman.se/verk/spelhusetherr-sleeman-kommer. Läst 16 oktober 2015.
13. ↑  ”Tobaksvägen”. Musik- och Teaterbiblioteket. https://calmview.musikverk.se/CalmView/Record.aspx?src=CalmView.Performance&id=PERF14006&pos=971. Läst 15 mars 2025.
14. ↑  Sten af Geijerstam (15 april 1945). ”Vitt proleatriat på Nyan, Caldwells 'Tobaksvägen'”. Dagens Nyheter:  s. 15. https://arkivet.dn.se/tidning/1945-04-15/11161-100/15. Läst 15 mars 2025.
15. ↑  ”Mister Ernest”. Musikverket. http://calmview.musikverk.se/CalmView/Record.aspx?src=CalmView.Performance&id=PERF18890&pos=137. Läst 24 april 2016.
16. ↑  ”Pat regerar”. Musikverket. http://calmview.musikverk.se/CalmView/Record.aspx?src=CalmView.Performance&id=PERF22231&pos=139. Läst 24 april 2016.
17. ↑  ”Vår i september”. Musikverket. http://calmview.musikverk.se/CalmView/Record.aspx?src=CalmView.Performance&id=PERF22232&pos=140. Läst 24 april 2016.
18. ↑  ”Fettpärlan”. Musikverket. http://calmview.musikverk.se/CalmView/Record.aspx?src=CalmView.Performance&id=PERF22239&pos=147. Läst 24 april 2016.
19. ↑  ”Blåjackor”. Musikverket. http://calmview.musikverk.se/CalmView/Record.aspx?src=CalmView.Performance&id=PERF25021&pos=13. Läst 3 juni 2015.
20. ↑  ”Dårskapens timme”. Musikverket. http://calmview.musikverk.se/CalmView/Record.aspx?src=CalmView.Performance&id=PERF14094&pos=465. Läst 6 maj 2016.
21. ↑  ”Teaterannons”. Dagens Nyheter:  s. 34. 17 september 1954. http://arkivet.dn.se/arkivet/tidning/1954-09-17/252/34. Läst 22 augusti 2015.
22. ↑  ”Radioprogrammet”. Dagens Nyheter:  s. 24. 14 november 1948. https://arkivet.dn.se/tidning/1948-11-14/310/24. Läst 19 december 2021.